# Орден за заслуге у области одбране и безбедности
Орден за заслуге у областима одбране и безбедности је било одликовање Савезне Републике Југославије и и Државне заједнице Србије и Црне Горе у три степена. Орден је установљен 4. децембра 1998. године доношењем Закона о одликовањима СРЈ. Имао је три степена и додељивао се за: изузетно залагање у обављању дужности, и изврашавање задатака у одбрани и безбедности Отаџбине. Изглед Ордена представља нешто измењени Орден за војне заслуге, који се налазио у реду одликовања СФРЈ. Док су заменице (траке) одликовања у потпуности преузете од Ордена за војне заслуге. Додељивао га је председник Републике, а касније председник Државне заједнице СЦГ. Највише се додељивао после НАТО агресије на СРЈ, јуна 1999. године.

## Изглед и траке одликовања
Орден за заслуге у областима одбране и безбедности пpвor степена израђен је од сребра, у облику вишекраке звезде, пречника 70мм, са осам дугачких и осам кратких крака са зупчастим врховима. У средини ордена на кружној подлози од позлаћене легуре у виду прстена, ширине 9мм, са уздигнутим ивицама између којих је ловоров венац од златног емајла, налази се посребрени штит са позлаћеним грбом Савезне Републике Југославије, испод кога се укрштају позлаћени мачеви. Пречник спољне ивице прстена је 43мм. Врпца ордена израђена је од теракот моариране свиле, ширине 36мм, са усправном белом пругом у средини, ширине 5мм. Орден за заслуге у областима одбране и безбедности првог степена носи се на десној страни груди.
Орден за заслуге у областима одбране и безбедности другог степена израђен је од легуре бакра и цинка. По композицији је исти као и Орден за заслуге у областима одбране и безбедности првог степена, али је прстен са ловоровим венцем мањи, пречника спољњег круга 40мм, а посребрена вишекрака звезда има осам кракова, са зупчастим врховима, пречника 66мм. Врпца ордена израђена је од теракот моариране свиле, ширине 36мм, са две усправне беле пруге у средини, ширине по 4мм. Орден за заслуге у областима одбране и безбедности другог степена носи се на десној страни груди.
Орден за заслуге у областима одбране и безбедности трећег степена је по композицији, материјалу и величини исти као и Орден за заслуге у областима одбране и безбедности другог степена, али је, осим позлаћеног грба Савезне Републике Југославије, сав посребрен. Ловоров венац је пластично израђен и посребрено патиниран. Врпца ордена израђена је од теракот моариране свиле, ширине 36мм, са три усправне беле пруге у средини, ширине по 3мм. Орден за заслуге у областима одбране и безбедности трећег степена носи се на десној страни груди.
| Орден првог реда | Орден другог реда | Орден трећег реда |
| ---------------- | ----------------- | ----------------- |
| Траке одликовања |                   |                   |
|                  |                   |                   |

## Добитници
- Јовица Карановић, пуковник ВРС
- Милан Бјелица, генерал-мајор Војске Србије
- Јовица Драганић,  генерал-потпуковник Војске Србије
- Иван Васојевић, водник ВЈ
- Зоран Насковић, бригадни генерал Војске Србије
- Стојадин Мирковић, војник ЈНА
- Милорад Радојчић, публициста.
- Дејан Манчић, војник-резервиста ВЈ,
- Ненад Николић, фудбалер
- Тибор Церна, војник ВЈ
- Новак Вукоје, оториноларинголог
- Предраг Леовац, потпоручник ВЈ
- Видосав Ковачевић, генерал-мајор ВС.
- Јелисије Радивојевић, бригадни генерал ВС
- Љиљана Жикић Карађорђевић, добровољац ВЈ
- Миленко Лаловић Заврата, пуковник ВРС и ВС.
- Војномедицински центар Нови Сад
- Дејан Манчић, војник-резервиста ВЈ
- Љубомир Касагић, доктор психологије
- Слађана Станковић, добровољац ВЈ
- Жарко Ковачевић, пуковник ВРС и ВЈ.
- Раденко Кузмановић, старији водник ВЈ[3]